# Le Secret des sept cités
Pour plus de détails, voir Fiche technique et Distribution.
Le Secret des sept cités (titre original : Seven Cities of Gold) est un film américain réalisé par Robert D. Webb, sorti en 1955.

## Synopsis
Le père Junípero Serra, un prêtre missionnaire franciscain espagnol, est désigné pour participer à une expedition sous les ordres de Don Gaspar de Portola. L'homme d'église sera le porteur de la croix et de ses valeurs parmi les porteurs d'épée, s'efforçant de modérer la violence qui les anime. Leur mission est de sillonner les régions inexplorées de la Californie, afin d'y établir des postes au nom du Roi d'Espagne. 

## Fiche technique
- Titre : Le Secret des sept cités
- Titre original : Seven Cities of Gold
- Réalisation : Robert D. Webb
- Assistant réalisateur : Eli Dunn
- Scénario : Richard L. Breen, John C. Higgins, avec la contribution de Frank Fenton, dialogues additionnels : Joseph Petracca, d'après The Nine Days of Father Serra d'Isabelle Gibson Ziegler, Longmans, Green & Co., New York, 1951, 242 pages.
- Musique : Hugo Friedhofer
- Directeur musical : Lionel Newman
- Directeur de la photographie : Lucien Ballard
- Cameraman : Kenny Williams
- Direction artistique : Jack Martin Smith et Lyle R. Wheeler
- Décors de plateau : Walter M. Scott
- Costumes :Charles Le Maire
- Ingénieurs du son : W.D. Flick, Harry M. Leonard (stéréo-4 pistes)
- Montage : Hugh S. Fowler
- Producteurs : Robert D. Webb, Barbara McLean et Darryl F. Zanuck (exécutif, non crédité)
- Société de production et de distribution : 20th Century Fox
- Genre : Film d'aventure
- Format : couleur (Technicolor et CinemaScope)
- Durée : 103 min
- Dates et lieux de tournage : du 15 mars au 20 juin 1955 à Manzanillo, Guadalajara (Mexique), ainsi que dans le Canyon de Topanga (Californie)
- Dates de sorties :
  - États-Unis : 21 septembre 1955 (Los Angeles)
  - France : 13 juillet 1956 (exploité uniquement en province)

## Distribution
- Richard Egan : le lieutenant José Mendoza
- Anthony Quinn : le capitaine Don Gaspar de Portola
- Michael Rennie : le père Junípero Serra
- Jeffrey Hunter : Matawir
- Rita Moreno : Ula
- Eduardo Noriega : le sergent
- Leslie Bradley : José de Galvez
- John Doucette : Juan Coronel
- Victor Junco : le lieutenant Fages
- Julio Villareal : le pilote Vila
- Miguel Inclán : Schrichak
- Jack Mower (non crédité) : le père